# 上州岩鼻駅
上州岩鼻駅（じょうしゅういわはなえき）は、かつて群馬県高崎市に存在した、岩鼻軽便鉄道の駅（廃駅）である。同市内の倉賀野駅から当駅までを結ぶ、岩鼻軽便鉄道の東側の終着駅であった。現在、駅は残っておらず、田畑となっている。
当駅は、元は第二次世界大戦中の火薬、爆弾等を倉賀野駅に運ぶ目的で作られたもので、日本火薬（現、日本化薬）の横に作られた。日本が終戦へと追い込まれていくと、使われる機会は徐々に減ってゆき、終戦後、廃駅となり、その後、当駅に関する全ての施設は取り壊された。